# Daniela Bleymehl
Daniela Bleymehl (* 6. August 1988 in Essen als Daniela Sämmler) ist eine deutsche Triathletin und fünffache Ironman-Siegerin (2015–2022). Sie wird in der Bestenliste deutscher Triathletinnen auf der Ironman-Distanz geführt.

## Werdegang
In ihrer Jugend war Daniela Sämmler als Schwimmerin aktiv, startete als 12-Jährige bei ihrem ersten Triathlon und seit 2002 betreibt sie Triathlon. Im September 2009 erreichte sie in Mexiko bei ihrem ersten Start auf der halben Ironman-Distanz (Ironman 70.3: 1,9 km Schwimmen, 90 km Radfahren und 21,1 km Laufen) den zweiten Rang und qualifizierte sich damit für einen Startplatz bei der Ironman 70.3 World Championship im November in Clearwater in Florida.
Daniela Sämmler startete bis 2008 für den TuS Griesheim, 2009 für den ALZ Sigmaringen und seit 2010 für den DSW '12 Darmstadt.

### Profi-Triathletin seit 2010
Seit 2010 startet Daniela Sämmler als Profi-Triathletin. Im Mai 2010 entschied sie den Siegerland-Cup für sich und sie konnte diesen Erfolg 2012 wiederholen. Bei den Ironman 70.3 European Championships im August 2012 wurde sie Achte. In Spanien holte sie sich im September beim ersten Start auf der Langdistanz die Bronzemedaille. Im August 2013 holte sie sich in Dänemark bei ihrem zweiten Ironman-Start die Silbermedaille in Kopenhagen.

### Siegerin Ironman 2015
Daniela Sämmler wurde von 2015 bis Ende 2017 trainiert von Utz Brenner. Im September 2015 gelang der damals 27-Jährigen in Alcúdia bei ihrem sechsten Start auf der Langdistanz der erste Ironman-Sieg (3,86 km Schwimmen, 180,2 km Radfahren und 42,195 km Laufen).
Im Juli 2016 wurde sie Dritte bei der Ironman European Championship in Frankfurt am Main. Auf der Mitteldistanz konnte sie im Juni 2017 die Challenge Heilbronn gewinnen und diesen Titel 2018 erfolgreich verteidigen. Im August 2017 entschied sie auch die Erstaustragung des Ironman Hamburg für sich und erzielte in der Hansestadt ihren zweiten Ironman-Sieg.
Seit Ende des Jahres 2017 wird sie von Björn Geesmann im Staps-Team trainiert. Bei der Challenge Roth konnte die damals 29-Jährige im Juli 2018 mit ihrer Siegerzeit von 8:43:42 Stunden die neue Bestzeit einer deutschen Athletin auf der Langdistanz erreichen und damit den seit 2008 von Sandra Wallenhorst gehaltenen Rekord um fast vier Minuten verbessern. Dieser Rekord wurde inzwischen eingestellt.
Im Mai 2019 wurde sie bei der Challenge Heilbronn Deutsche Meisterin auf der Mitteldistanz. Im September gewann sie den Ironman 70.3 Zell am See-Kaprun. Beim Ironman Hawaii belegte sie im Oktober 2019 als drittbeste Deutsche den neunten Rang.
Im April 2022 gewann die 33-Jährige mit dem Ironman South Africa ihr viertes Ironman-Rennen und im Juni desselben Jahres gewann sie den Ironman Frankfurt. Im September 2023 konnte Bleymehl ihren Sieg beim Ironman 70.3 Zell am See wiederholen.
Im Juni 2024 wurde sie als beste Deutsche Dritte im Ironman Hamburg und sie qualifizierte sich damit für einen Startplatz bei der Ironman-Weltmeisterschaft in Nizza 2024.

### Privates
Im Februar 2011 wurde ihr Sohn geboren und sie pausierte einige Zeit. Seit Dezember 2018 ist sie verheiratet und startet seitdem als Daniela Bleymehl.
Im Februar 2021 gab sie bekannt, dass sie für Sommer ihr zweites Kind erwartet und seit Juli ist sie auch Mutter einer Tochter.
Sie lebt mit ihrem Mann  und den beiden Kindern  in Darmstadt.
Im März 2025 gab die 36-Jährige bekannt, dass sie ihr drittes Kind erwartet.

## Sportliche Erfolge
| Datum/Jahr    | Platz | Wettbewerb                                 | Austragungsort    | Zeit     | Bemerkung                                                                                         |
| ------------- | ----- | ------------------------------------------ | ----------------- | -------- | ------------------------------------------------------------------------------------------------- |
| 6. Aug. 2017  | 1     | Frankfurt-City-Triathlon                   | Frankfurt am Main | 02:10:07 |                                                                                                   |
| 1. Juli 2013  | 1     | Heinerman                                  | Darmstadt         | 02:08:28 | [ 12 ]                                                                                            |
| 5. Aug. 2012  | 1     | Frankfurt-City-Triathlon                   | Frankfurt am Main |          |                                                                                                   |
| 17. Juni 2012 | 2     | Erdinger Stadttriathlon                    | Erding            | 02:14:21 | bei der 19. Austragung wie schon im Vorjahr Zweite – hinter Julia Gajer                           |
| 6. Mai 2012   | 1     | Siegerland-Cup                             | Buschhütten       | 01:58:05 | [ 13 ]                                                                                            |
| 24. Aug. 2011 | 9     | Viernheimer V-Card Triathlon               | Viernheim         | 02:43:47 |                                                                                                   |
| 26. Juni 2011 | 3     | Sylt-Triathlon                             | List auf Sylt     | 02:37:34 | 1,5 km Schwimmen, 46 km Radfahren und 12 km Laufen                                                |
| 20. Juni 2010 | 2     | Erdinger Stadttriathlon                    | Erding            | 02:14:10 | Zweite hinter Natascha Schmitt (1,5 km Schwimmen, 44 km Radfahren und 10 km Laufen)               |
| 9. Mai 2010   | 1     | Siegerland-Cup                             | Buschhütten       | 01:59:17 | Sieg vor Ina Reinders und Wenke Kujala (1 km Schwimmen, 41,7 km Radfahren, 10 km Laufen)          |
| 10. Mai 2009  | 4     | Siegerland-Cup                             | Buschhütten       | 01:59:34 | Siegerin in der Klasse W20                                                                        |
| 2009          | 1     | Viernheimer V-Card Triathlon               | Viernheim         | 02:39:48 | Sieg vor Katja Schumacher                                                                         |
| 31. Aug. 2008 | 2     | Viernheimer V-Card Triathlon               | Viernheim         | 02:48:02 | hinter der Siegerin Kathrin Pätzold und vor Heidi Jesberger                                       |
| 4. Mai 2008   | 3     | Siegerland-Cup                             | Buschhütten       | 02:03:47 |                                                                                                   |
| 2008          | 23    | ITU Triathlon European Cup                 | Schliersee        | 02:34:04 | hinter der Siegerin Anja Dittmer                                                                  |
| 2006          | 1     | Hessische Triathlon-Meisterschaft Junioren | Borken            |          | Sieg am Stockelache See über die Sprintdistanz (750 m Schwimmen, 20 km Radfahren und 5 km Laufen) |

| Datum/Jahr    | Platz | Wettbewerb                                           | Austragungsort  | Zeit        | Bemerkung |
| ------------- | ----- | ---------------------------------------------------- | --------------- | ----------- | --- |
| 3. Sep. 2023  | 1     | Ironman 70.3 Zell am See-Kaprun                      | Zell am See     | 04:19:18    | |
| 21. Mai 2023  | 6     | Ironman 70.3 Kraichgau                               | Kraichgau       | 04:20:37    | |
| 29. Mai 2022  | 2     | Ironman 70.3 Kraichgau                               | Kraichgau       |             | hinter Laura Philipp |
| 1. Sep. 2019  | 1     | Ironman 70.3 Zell am See-Kaprun                      | Zell am See     | 04:23:51    | |
| 19. Mai 2019  | 1     | Challenge Heilbronn                                  | Heilbronn       | 04:18:08    | Siegerin und Deutsche Meisterin auf der Mitteldistanz                                                                   |
| 7. Apr. 2019  | 2     | Challenge Salou                                      | Cataluña        | 04:18:38    | [ 19 ] |
| 17. Juni 2018 | 1     | Challenge Heilbronn                                  | Heilbronn       | 04:21:44    | erfolgreiche Titelverteidigung auf der Mitteldistanz                                                                    |
| 3. Juni 2018  | 2     | Ironman 70.3 Kraichgau                               | Kraichgau       | 04:31:16    | |
| 29. Apr. 2018 | 3     | Ironman 70.3 Marbella                                | Marbella        | 04:31:28    | |
| 10. Sep. 2017 | 2     | Ironman 70.3 Rügen                                   | Binz            | 04:19:41    | Zweite hinter Anja Beranek                                                                                              |
| 25. Juni 2017 | 1     | Chiemsee Triathlon                                   | Chiemsee        | 04:10:49    | dritter Sieg am Chiemsee auf der Mitteldistanz (2 km Schwimmen, 80 km Radfahren und 21 km Laufen)                       |
| 18. Juni 2017 | 1     | Challenge Heilbronn                                  | Heilbronn       | 04:34:33    | |
| 22. Apr. 2017 | 6     | Challenge Gran Canaria                               | Mogán           | 04:51:38    | |
| 11. Sep. 2016 | 2     | Ironman 70.3 Rügen                                   | Binz            | 04:25:09    | |
| 18. Juni 2016 | 2     | Ironman 70.3 Luxemburg                               | Remich          | 04:27:28    | Das Rennen musste witterungsbedingt als Duathlon ausgetragen werden (5 km Laufen, 90,1 km Radfahren und 21,1 km Laufen) |
| 23. Aug. 2015 | 4     | Challenge Walchsee-Kaiserwinkl                       | Walchsee        | 04:33:24    | |
| 28. Juni 2015 | 1     | Chiemsee Triathlon                                   | Chieming        | 04:09:23    | Siegerin auf der Mitteldistanz                                                                                          |
| 21. Juni 2015 | 4     | Challenge Heilbronn                                  | Heilbronn       | 04:45:30    | auf der Mitteldistanz bei der Erstaustragung                                                                            |
| 31. Aug. 2014 | 4     | Challenge Walchsee-Kaiserwinkl                       | Walchsee        | 04:30:42    | |
| 29. Juni 2014 | 1     | Chiemsee Triathlon                                   | Chieming        | 04:09:44    | Siegerin auf der Mitteldistanz                                                                                          |
| 25. Mai 2014  | 10    | Ironman 70.3 Austria                                 | St. Pölten      | 04:33:57    | |
| 10. Mai 2014  | 3     | Challenge Rimini                                     | Rimini          | 04:38:33,30 | Dritte auf der Halbdistanz                                                                                              |
| 26. Apr. 2014 | 3     | Challenge Fuerteventura                              | Fuerteventura   | 04:36:56    | wie im Vorjahr – Dritte auf der Halbdistanz                                                                             |
| 23. Juni 2013 | 3     | CityTriathlon Heilbronn                              | Heilbronn       | 03:31:22    | [ 22 ] |
| 11. Mai 2013  | 6     | Ironman 70.3 Mallorca                                | Alcúdia         | 04:35:05    | |
| 13. Apr. 2013 | 3     | Challenge Fuerteventura                              | Fuerteventura   | 04:42:02    | auf der Halbdistanz |
| 2. Sep. 2012  | 5     | Challenge Walchsee-Kaiserwinkl                       | Walchsee        | 04:26:59    | |
| 12. Aug. 2012 | 8     | Ironman 70.3 Germany                                 | Wiesbaden       |             | bei der Europameisterschaft über die halbe Ironman-Distanz                                                              |
| 24. Juni 2012 | 2     | CityTriathlon Heilbronn                              | Heilbronn       | 03:14:56    | Zweite hinter der Österreicherin Eva Wutti                                                                              |
| 10. Juni 2012 | 8     | ETU Middle Distance Triathlon European Championships | Kraichgau       | 04:28:50    | Europameisterschaft auf der Halbdistanz mit Sieg im Rahmen der Challenge Kraichgau                                      |
| 14. Apr. 2012 | 5     | Challenge Fuerteventura                              | Fuerteventura   | 04:38:09    | auf der Halbdistanz |
| 16. Mai 2010  | 7     | Ironman 70.3 Florida                                 | Orlando         | 04:34:39    | hinter der Siegerin Leanda Cave                                                                                         |
| 2010          | 1     | Irontown Triathlon Ferropolis                        | Gräfenhainichen | 04:29:48    | Mitteldistanz (1,9 km Schwimmen, 90 km Radfahren und 21,1 km Laufen)                                                    |
| 14. Nov. 2009 | 36    | Ironman 70.3 World Championships                     | Clearwater      | 04:25:49    | bei der Weltmeisterschaft                                                                                               |
| 20. Sep. 2009 | 2     | Ironman 70.3 Cancún                                  | Cancún          | 04:41:48    | Zweite hinter der Siegerin Michellie Jones bei ihrem ersten Start auf der Halbdistanz                                   |

| Datum/Jahr    | Platz | Wettbewerb                                       | Austragungsort    | Zeit     | Bemerkung |
| ------------- | ----- | ------------------------------------------------ | ----------------- | -------- | --- |
| 22. Sep. 2024 | 18    | Ironman World Championships                      | Nizza             | 09:45:19 | als drittschnellste Deutsche hinter der Siegerin Laura Philipp                                                                 |
| 2. Juni 2024  | 3     | Ironman Hamburg                                  | Hamburg           | 08:28:09 | Ironman European Championship; persönliche Ironman-Bestzeit und schnellster Bikesplit der Profifrauen in 4:20:47 Stunden       |
| 21. Apr. 2024 | DNF   | Ironman South Africa                             | Port Elizabeth    | –        | Faszienverletzung |
| 14. Okt. 2023 | 33    | Ironman Hawaii                                   | Hawaii            | 09:27:42 | |
| 2. Juli 2023  | DNF   | Ironman Frankfurt                                | Frankfurt am Main | –        | [ 29 ] |
| 25. Nov. 2022 | 2     | Ironman Israel                                   | Tiberias          | 08:50:13 | bei der Erstaustragung |
| 6. Okt. 2022  | DNF   | Ironman Hawaii                                   | Hawaii            | –        | [ 31 ] |
| 26. Juni 2022 | 1     | Ironman Germany                                  | Frankfurt am Main | 09:02:55 | |
| 3. Apr. 2022  | 1     | Ironman South Africa                             | Port Elizabeth    | 08:22:35 | verkürzte Schwimmdistanz (700 m Schwimmen, 180,2 km Radfahren und 42,2 km Laufen)                                              |
| 12. Okt. 2019 | 9     | Ironman Hawaii                                   | Hawaii            | 09:08:30 | |
| 7. Juli 2019  | 3     | Challenge Roth                                   | Roth              | 08:43:17 | |
| 22. Sep. 2018 | 1     | Ironman Italy                                    | Cervia            | 09:05:49 | |
| 29. Juli 2018 | 5     | Ironman Hamburg                                  | Hamburg           | 09:18:32 | Start als Titelverteidigerin; Deutsche Meisterschaft auf der Langdistanz; als Duathlon (Laufen, Radfahren, Laufen) ausgetragen |
| 1. Juli 2018  | 1     | Challenge Roth                                   | Roth              | 08:43:42 | dritter Start in Roth |
| 30. Sep. 2017 | 3     | Ironman Barcelona                                | Calella           | 08:55:11 | persönliche Ironman-Bestzeit                                                                                                   |
| 13. Aug. 2017 | 1     | Ironman Hamburg                                  | Hamburg           | 09:07:49 | Siegerin bei der Erstaustragung                                                                                                |
| 8. Okt. 2016  | 36    | Ironman Hawaii                                   | Hawaii            | 10:34:26 | |
| 3. Juli 2016  | 3     | Ironman Germany                                  | Frankfurt am Main | 09:13:23 | Ironman European Championship                                                                                                  |
| 26. Sep. 2015 | 1     | Ironman Mallorca                                 | Alcúdia           | 09:24:48 | |
| 12. Juli 2015 | 2     | DTU Deutsche Meisterschaft Triathlon Langdistanz | Roth              | 09:09:33 | bei der Deutschen Meisterschaft auf der Triathlon-Langdistanz als Fünfte bei der Challenge Roth                                |
| 20. Juli 2014 | 10    | Challenge Roth                                   | Roth              | 09:37:46 | |
| 18. Aug. 2013 | 2     | Ironman Copenhagen                               | Kopenhagen        | 09:02:51 | Zweite bei der Erstaustragung                                                                                                  |
| 7. Juli 2013  | 9     | Ironman Germany                                  | Frankfurt am Main | 09:14:51 | |
| 30. Sep. 2012 | 3     | Challenge Barcelona-Maresme                      | Barcelona         | 09:11:55 | erster Start auf der Ironman-Distanz                                                                                           |

| Datum/Jahr    | Platz | Wettbewerb                | Austragungsort    | Distanz      | Zeit     | Bemerkung |
| ------------- | ----- | ------------------------- | ----------------- | ------------ | -------- | --------- |
| 10. März 2013 | 3     | Frankfurter Halbmarathon  | Frankfurt am Main | Halbmarathon | 01:21:53 |           |
| 31. Dez. 2011 | 3     | Frankfurter Silvesterlauf | Frankfurt am Main | 10 km        |          | [ 33 ]    |
| 30. Dez. 2007 | 1     | Frankfurter Silvesterlauf | Frankfurt am Main | 10 km        | 00:39:23 | [ 34 ]    |